# (6531) Subashiri
(6531) Subashiri  es un asteroide perteneciente al cinturón exterior de asteroides, descubierto el 28 de diciembre de 1994 por Takao Kobayashi desde el Observatorio de Ōizumi, en Japón.

## Designación y nombre
Subashiri se designó inicialmente como 1994 YY.
Más adelante, en 2003 fue nombrado por Subashiri, que es el punto intermedio de la ruta oriental del monte Fuji. Su altitud, 2000 m sobre el nivel del mar, hace de este lugar un lugar de observación ideal para astrónomos aficionados.

## Características orbitales
Subashiri orbita a una distancia media del Sol de 3,227 ua, pudiendo acercarse hasta 2,784 ua y alejarse hasta 3,669 ua. Tiene una excentricidad de 0,137 y una inclinación orbital de 2,411° grados. Emplea en completar una órbita alrededor del Sol 2116,91 días.
Los próximos acercamientos a la órbita de Júpiter ocurrirán  el 3 de enero de 2033, el 3 de abril de 2044 y el 4 de junio de 2055.
Pertenece a la familia de asteroides de (24) Themis.

## Características físicas
Su magnitud absoluta es 13,30. Tiene 12,116 km de diámetro. Su albedo se estima en 0,120.